# Brochów
Brochów è un comune rurale polacco del distretto di Sochaczew, nel voivodato della Masovia.
Ricopre una superficie di 116,76 km² e nel 2004 contava 4 234 abitanti.